# Campeonato Brasileiro Série B 1995
Die Campeonato Brasileiro Série B 1995 war die 15. Spielzeit der zweiten Fußballliga Brasiliens.

## Saisonverlauf
Der Wettbewerb startete am 10. August 1995 in seine neue Saison und endete am 16. Dezember 1995. Die Meisterschaft wurde vom nationalen Verband CBF ausgerichtet. Am Ende der Saison konnte Atletico Paranaense die Meisterschaft feiern.
Der Wettbewerb wurde in vier Gruppenphasen ausgetragen. Die erste Runde bestand aus vier Gruppen mit jeweils sechs Klubs. Die vier Besten einer Gruppe zogen in die zweite Runde ein. In der zweiten Runde trafen die Klubs in vier Gruppen mit jeweils vier Mannschaften aufeinander. Die besten zwei Klubs kamen in die dritte Runde. Hier wurde in zwei Gruppen zu je viert gegeneinander gespielt. Wieder qualifizierten sich die besten zwei Klubs jeder Gruppe für die Finalrunde.
Der Gruppensieger der Finalrunde wurde Meister. Dieser und der Gruppenzweite stiegen in die erste Liga 1996 auf. Die beiden in der Gesamtabschlusstabelle am Tabellenende stehenden Klubs stiegen in die dritte Liga ab.

## Teilnehmer
Die Teilnehmer waren:
| Bundesstaat         | Klub                               | Qualifikation        | Ergebnis    |
| ------------------- | ---------------------------------- | -------------------- | ----------- |
| Alagoas             | Clube de Regatas Brasil            | 22. Série B 1994     | 1. Runde    |
| Ceará               | Ceará SC                           | 10. Série B 1994     | 3. Runde    |
| Espírito Santo      | Desportiva Ferroviária             | 3. Série B 1994      | 2. Runde    |
| Goiás               | Goiatuba EC                        | 15. Série B 1994     | 2. Runde    |
| Maranhão            | Moto Club de São Luís              | 12. Série B 1994     | 1. Runde    |
| Mato Grosso         | Barra do Garças FC                 | 20. Série B 1994     | 1. Runde    |
| Minas Gerais        | EC Democrata                       | 18. Série B 1994     | 1. Runde    |
| Pará                | Clube do Remo                      | 23. Série A 1994     | 3. Runde    |
| Pará                | Tuna Luso Brasileira               | 13. Série B 1994     | 2. Runde    |
| Paraná              | Atletico Paranaense                | 6. Série B 1994      | Meister     |
| Paraná              | Londrina EC                        | 11. Série B 1994     | 2. Runde    |
| Paraná              | Coritiba FC                        | 14. Série B 1994     | Vizemeister |
| Pernambuco          | Central SC                         | 17. Série B 1994     | Endrunde 4. |
| Pernambuco          | Náutico Capibaribe                 | 24. Série A 1994     | 1. Runde    |
| Pernambuco          | Santa Cruz FC                      | 16. Série B 1994     | 2. Runde    |
| Rio de Janeiro      | Americano FC (RJ)                  | 4. Série B 1994      | 1. Runde    |
| Rio de Janeiro      | Bangu AC                           | 21. Série B 1994     | 3. Runde    |
| Rio Grande do Norte | América FC (RN)                    | 5. Série B 1994      | 2. Runde    |
| São Paulo           | América FC (SP)                    | 19. Série B 1994     | 1. Runde    |
| São Paulo           | Associação Ferroviária de Esportes | 2. Série C 1994      | 1. Runde    |
| São Paulo           | Mogi Mirim EC                      | 7. Série B 1994      | Endrunde 3. |
| São Paulo           | Grêmio Esportivo Novorizontino     | Meister Série C 1994 | 2. Runde    |
| São Paulo           | AA Ponte Preta                     | 9. Série B 1994      | 1. Runde    |
| Sergipe             | CS Sergipe                         | 8. Série B 1994      | 3. Runde    |

## 1. Runde
In der ersten Runde traten die 24 Teilnehmer in vier Gruppen zu je sechst Klubs einmal in Hin- und Rückspiel gegeneinander an. Die besten vier Klubs jeder Gruppe zogen in die zweite Runde ein.
Das Ranking ergab er sich aus:
- Anzahl der Punkte
- Anzahl der Siege
- Tordifferenz
- Erzielte Tore
- Direkter Vergleich

### Gruppe A
| Pl. | Verein                | Sp. | S | U | N | Tore    | Diff. | Punkte |
| --- | --------------------- | --- | - | - | - | ------- | ----- | ------ |
| 1.  | Ceará SC              | 10  | 3 | 7 | 0 | 006:300 | +3    | 16     |
| 2.  | Tuna Luso Brasileira  | 10  | 4 | 2 | 4 | 011:100 | +1    | 14     |
| 3.  | Clube do Remo         | 10  | 3 | 4 | 3 | 011:110 | ±0    | 13     |
| 4.  | América FC (RN)       | 10  | 3 | 3 | 4 | 008:100 | −2    | 12     |
| 5.  | Moto Club de São Luís | 10  | 3 | 3 | 4 | 007:900 | −2    | 12     |
| 6.  | Náutico Capibaribe    | 10  | 2 | 5 | 3 | 008:800 | ±0    | 11     |

### Gruppe B
| Pl. | Verein                  | Sp. | S | U | N | Tore    | Diff. | Punkte |
| --- | ----------------------- | --- | - | - | - | ------- | ----- | ------ |
| 1.  | Santa Cruz FC           | 10  | 5 | 3 | 2 | 017:700 | +10   | 18     |
| 2.  | CS Sergipe              | 10  | 5 | 2 | 3 | 010:900 | +1    | 17     |
| 3.  | Desportiva Ferroviária  | 10  | 4 | 5 | 1 | 010:700 | +3    | 17     |
| 4.  | Central SC              | 10  | 4 | 3 | 3 | 010:500 | +5    | 15     |
| 5.  | Clube de Regatas Brasil | 10  | 2 | 3 | 5 | 011:200 | −9    | 09     |
| 6.  | EC Democrata            | 10  | 1 | 2 | 7 | 007:170 | −10   | 05     |

### Gruppe C
| Pl. | Verein                         | Sp. | S | U | N | Tore    | Diff. | Punkte |
| --- | ------------------------------ | --- | - | - | - | ------- | ----- | ------ |
| 1.  | Atletico Paranaense            | 10  | 7 | 2 | 1 | 017:700 | +10   | 23     |
| 2.  | Goiatuba EC                    | 10  | 4 | 2 | 4 | 012:130 | −1    | 14     |
| 3.  | Americano FC (RJ)              | 10  | 4 | 2 | 4 | 008:900 | −1    | 14     |
| 4.  | Grêmio Esportivo Novorizontino | 10  | 4 | 1 | 5 | 011:110 | ±0    | 13     |
| 5.  | América FC (SP)                | 10  | 2 | 5 | 3 | 010:900 | +1    | 11     |
| 6.  | Barra do Garças FC             | 10  | 2 | 2 | 6 | 008:170 | −9    | 08     |

### Gruppe D
| Pl. | Verein               | Sp. | S | U | N | Tore    | Diff. | Punkte |
| --- | -------------------- | --- | - | - | - | ------- | ----- | ------ |
| 1.  | Coritiba FC          | 10  | 6 | 3 | 1 | 017:500 | +12   | 21     |
| 2.  | Mogi Mirim EC        | 10  | 6 | 2 | 2 | 011:500 | +6    | 20     |
| 3.  | Londrina EC          | 10  | 3 | 5 | 2 | 014:600 | +8    | 14     |
| 4.  | Bangu AC             | 10  | 4 | 1 | 5 | 006:110 | −5    | 13     |
| 5.  | Ferroviária Esportes | 10  | 2 | 3 | 5 | 004:160 | −12   | 09     |
| 6.  | AA Ponte Preta       | 10  | 1 | 2 | 7 | 006:150 | −9    | 05     |

## 2. Runde

### Gruppe E
| Pl. | Verein                 | Sp. | S | U | N | Tore    | Diff. | Punkte |
| --- | ---------------------- | --- | - | - | - | ------- | ----- | ------ |
| 1.  | CS Sergipe             | 6   | 3 | 2 | 1 | 009:900 | ±0    | 11     |
| 2.  | Ceará SC               | 6   | 3 | 1 | 2 | 011:500 | +6    | 10     |
| 3.  | Desportiva Ferroviária | 6   | 2 | 3 | 1 | 013:100 | +3    | 09     |
| 4.  | América FC (RN)        | 6   | 1 | 0 | 5 | 002:110 | −9    | 03     |

### Gruppe F
| Pl. | Verein               | Sp. | S | U | N | Tore    | Diff. | Punkte |
| --- | -------------------- | --- | - | - | - | ------- | ----- | ------ |
| 1.  | Clube do Remo        | 6   | 4 | 1 | 1 | 009:700 | +2    | 13     |
| 2.  | Central SC           | 6   | 2 | 2 | 2 | 008:700 | +1    | 08     |
| 3.  | Santa Cruz FC        | 6   | 2 | 2 | 2 | 006:500 | +1    | 08     |
| 4.  | Tuna Luso Brasileira | 6   | 1 | 1 | 4 | 008:120 | −4    | 04     |

### Gruppe G
| Pl. | Verein                         | Sp. | S | U | N | Tore    | Diff. | Punkte |
| --- | ------------------------------ | --- | - | - | - | ------- | ----- | ------ |
| 1.  | Atletico Paranaense            | 6   | 4 | 1 | 1 | 013:500 | +8    | 13     |
| 2.  | Mogi Mirim EC                  | 6   | 4 | 1 | 1 | 007:900 | −2    | 13     |
| 3.  | Londrina EC                    | 6   | 1 | 2 | 3 | 004:600 | −2    | 05     |
| 4.  | Grêmio Esportivo Novorizontino | 6   | 0 | 2 | 4 | 004:800 | −4    | 02     |

### Gruppe H
| Pl. | Verein            | Sp. | S | U | N | Tore    | Diff. | Punkte |
| --- | ----------------- | --- | - | - | - | ------- | ----- | ------ |
| 1.  | Coritiba FC       | 6   | 4 | 2 | 0 | 009:300 | +6    | 14     |
| 2.  | Bangu AC          | 6   | 2 | 1 | 3 | 006:900 | −3    | 07     |
| 3.  | Goiatuba EC       | 6   | 2 | 1 | 3 | 010:140 | −4    | 07     |
| 4.  | Americano FC (RJ) | 6   | 1 | 2 | 3 | 008:700 | +1    | 05     |

## 3. Runde

### Gruppe I
| Pl. | Verein              | Sp. | S | U | N | Tore    | Diff. | Punkte |
| --- | ------------------- | --- | - | - | - | ------- | ----- | ------ |
| 1.  | Atletico Paranaense | 6   | 5 | 1 | 0 | 009:300 | +6    | 16     |
| 2.  | Central SC          | 6   | 2 | 2 | 2 | 007:600 | +1    | 08     |
| 3.  | Bangu AC            | 6   | 1 | 3 | 2 | 006:600 | ±0    | 06     |
| 4.  | CS Sergipe          | 6   | 0 | 2 | 4 | 004:110 | −7    | 02     |

### Gruppe J
| Pl. | Verein        | Sp. | S | U | N | Tore    | Diff. | Punkte |
| --- | ------------- | --- | - | - | - | ------- | ----- | ------ |
| 1.  | Mogi Mirim EC | 6   | 3 | 3 | 0 | 005:100 | +4    | 12     |
| 2.  | Coritiba FC   | 6   | 2 | 3 | 1 | 006:300 | +3    | 09     |
| 3.  | Clube do Remo | 6   | 2 | 2 | 2 | 007:600 | +1    | 08     |
| 4.  | Ceará SC      | 6   | 0 | 2 | 4 | 003:110 | −8    | 02     |

## Finale
Die Finalrunde wurde am letzten Gruppenspieltag, dem 16. Dezember 1995, entschieden. Atletico Paranaense musste sein letztes Spiel gewinnen um Meister zu werden, musste aber dabei hoffen, dass der Coritiba FC in seinem Spiel nicht gewinnt. Coritiba hätte ein Unentschieden gereicht, wenn Atletico nicht siegreich gewesen wäre.
Atletico gewann sein Spiel und Coritiba spielte Unentschieden, dadurch wurde Atletico Meister. Allgemein wird daher Atleticos letztes Spiel gegen den Central SC als Titelspiel bezeichnet.

### Finaltabelle
| Pl. | Verein              | Sp. | S | U | N | Tore    | Diff. | Punkte |
| --- | ------------------- | --- | - | - | - | ------- | ----- | ------ |
| 1.  | Atletico Paranaense | 6   | 4 | 1 | 1 | 008:500 | +3    | 13     |
| 2.  | Coritiba FC         | 6   | 3 | 2 | 1 | 015:600 | +9    | 11     |
| 3.  | Mogi Mirim EC       | 6   | 2 | 1 | 3 | 008:900 | −1    | 07     |
| 4.  | Central SC          | 6   | 1 | 0 | 5 | 006:700 | −1    | 03     |

### Titelspiel
| Atletico Paranaense                                              | Atletico Paranaense | Central SC | Central SC |
| ---------------------------------------------------------------- | --- | --- | ---------- |
| Atletico Paranaense                                              | \| 16. Dezember 1995 in Curitiba (Complexo Poliesportivo Pinheirão) \| \| Ergebnis: 4:1 (2:0) \| \| Zuschauer: 9.678 \| \| Schiedsrichter: Lindonor dos Santos \|     | \| 16. Dezember 1995 in Curitiba (Complexo Poliesportivo Pinheirão) \| \| Ergebnis: 4:1 (2:0) \| \| Zuschauer: 9.678 \| \| Schiedsrichter: Lindonor dos Santos \| | Central SC |
| Atletico Paranaense                                              | Ricardo Pinto – Valdo, Jean Elias, Luís Eduardo, Ronaldo – Alex, Leomar Leiria (Everaldo ), João Antônio, Washington (Borçato ) – Oséas, Paulo Rink Cheftrainer: Pepe | Vantuir – Carlão, Geraldo, Humberto, Valdo (Timanga ) – Romildo, Paulo César, Everaldo, Tuíca (Isaías ) – Jaílson (M. Santos ), Marcos Cheftrainer: Ivan Gradim   | Central SC |
| Atletico Paranaense                                              | 1:0 Oséas (25.) 2:0 Oséas (45.+2') 3:1 Alex (59.) 4:1 Paulo Rink (72.)                                                                                                | 2:1 Everaldo (49.) | Central SC |
| 16. Dezember 1995 in Curitiba (Complexo Poliesportivo Pinheirão) | | |            |
| Ergebnis: 4:1 (2:0)                                              | | |            |
| Zuschauer: 9.678                                                 | | |            |
| Schiedsrichter: Lindonor dos Santos                              | | |            |

## Abschlusstabelle
Die Tabelle diente zur Feststellung der Platzierung der einzelnen Mannschaften in der Saison. Sie wurde zeitweise vom Verband auch zur Ermittlung einer ewigen Rangliste herangezogen. Sie setzt sich zusammen aus allen ausgetragenen Spielen. In der Sortierung hat das Erreichen der jeweiligen Finalphase Vorrang vor den erzielten Punkten.
Am Ende der Saison standen die AA Ponte Preta und der EC Democrata als Absteiger fest. Aufgrund finanzieller Probleme gegenüber seinem Landesverband, musste aber der Barra do Garças FC zwangsweise absteigen. Ponte Preta konnte dadurch in der Liga verbleiben.
| Pl. | Verein                         | Sp. | S  | U  | N  | Tore    | Diff. | Punkte |
| --- | ------------------------------ | --- | -- | -- | -- | ------- | ----- | ------ |
| 1.  | Atletico Paranaense            | 28  | 20 | 5  | 3  | 047:200 | +27   | 65     |
| 2.  | Coritiba FC                    | 28  | 15 | 10 | 3  | 047:170 | +30   | 55     |
| 3.  | Mogi Mirim EC                  | 28  | 15 | 7  | 6  | 031:240 | +7    | 52     |
| 4.  | Central SC                     | 28  | 9  | 7  | 12 | 031:350 | −4    | 34     |
| 5.  | Clube do Remo                  | 22  | 9  | 7  | 6  | 027:240 | +3    | 34     |
| 6.  | CS Sergipe                     | 22  | 8  | 6  | 8  | 023:290 | −6    | 30     |
| 7.  | Ceará SC                       | 22  | 6  | 10 | 6  | 020:190 | +1    | 28     |
| 8.  | Bangu AC                       | 22  | 7  | 5  | 10 | 018:260 | −8    | 26     |
| 9.  | Santa Cruz FC                  | 16  | 7  | 5  | 4  | 023:120 | +11   | 26     |
| 10. | Desportiva Ferroviária         | 16  | 6  | 8  | 2  | 023:170 | +6    | 26     |
| 11. | Goiatuba EC                    | 16  | 6  | 3  | 7  | 022:270 | −5    | 21     |
| 12. | Americano FC (RJ)              | 16  | 5  | 4  | 7  | 016:160 | ±0    | 19     |
| 13. | Londrina EC                    | 16  | 4  | 7  | 5  | 018:120 | +6    | 19     |
| 14. | Tuna Luso Brasileira           | 16  | 5  | 3  | 8  | 019:220 | −3    | 18     |
| 15. | Grêmio Esportivo Novorizontino | 16  | 5  | 3  | 8  | 016:200 | −4    | 18     |
| 16. | América FC (RN)                | 16  | 4  | 3  | 9  | 010:210 | −11   | 15     |
| 17. | Moto Club de São Luís          | 10  | 3  | 3  | 4  | 007:900 | −2    | 12     |
| 18. | América FC (SP)                | 10  | 2  | 5  | 3  | 010:900 | +1    | 11     |
| 19. | Náutico Capibaribe             | 10  | 2  | 5  | 3  | 008:800 | ±0    | 11     |
| 20. | Clube de Regatas Brasil        | 10  | 2  | 5  | 3  | 011:200 | −9    | 11     |
| 21. | Ferroviária Esportes           | 10  | 2  | 3  | 5  | 004:160 | −12   | 09     |
| 22. | Barra do Garças FC             | 10  | 2  | 2  | 6  | 018:170 | +1    | 08     |
| 23. | AA Ponte Preta                 | 10  | 1  | 2  | 7  | 006:150 | −9    | 05     |
| 24. | EC Democrata                   | 10  | 1  | 2  | 7  | 007:170 | −10   | 05     |